# Sportverein Viktoria 01 Aschaffenburg 2013-2014
Questa voce raccoglie le informazioni riguardanti lo Sportverein Viktoria 01 Aschaffenburg nelle competizioni ufficiali della stagione 2013-2014.

## Stagione
Nella stagione 2013-2014 il Viktoria Aschaffenburg, allenato da Slobodan Komljenović, concluse il campionato di Regionalliga Baviera al 18º posto e fu retrocesso in Oberliga.

## Rosa
| N. |                                 | Ruolo | Calciatore            |
| -- | ------------------------------- | ----- | --------------------- |
| 1  | Germania (bandiera)             | P     | Maximilian Hinterkopf |
| 1  | Germania (bandiera)             | P     | Thomas Rumel          |
| 2  | Germania (bandiera)             | D     | Marius Diwersi        |
| 3  | Germania (bandiera)             | D     | Max Ertler            |
| 3  | Bosnia ed Erzegovina (bandiera) | D     | Djordje Vlacic        |
| 4  | Germania (bandiera)             | D     | Markus Brüdigam       |
| 5  | Kosovo (bandiera)               | D     | Alban Lekaj           |
| 6  | Germania (bandiera)             | C     | Roberto Desch         |
| 7  | Giappone (bandiera)             | C     | Yuki Nakagawa         |
| 8  | Germania (bandiera)             | D     | Denis Löhr            |
| 8  | Germania (bandiera)             | A     | Zino Zampach          |
| 9  | Germania (bandiera)             | A     | Florian Pieper        |
| 10 | Italia (bandiera)               | A     | Giulio Fiordellisi    |
| 11 | Germania (bandiera)             | C     | Masse Bell Bell       |
| 13 | Germania (bandiera)             | A     | Mert Pekesen          |
| 14 | Germania (bandiera)             | D     | Fnan Tewelde          |

| N. |                       | Ruolo | Calciatore          |
| -- | --------------------- | ----- | ------------------- |
| 14 | Germania (bandiera)   | C     | Johannes Gerhart    |
| 15 | Montenegro (bandiera) | D     | Denis Talijan       |
| 16 | Germania (bandiera)   | D     | Simon Schmidt       |
| 17 | Germania (bandiera)   | C     | Arwed Kellner       |
| 17 | Germania (bandiera)   | A     | Petrit Topic        |
| 18 | Germania (bandiera)   | C     | Semir Duljevic      |
| 20 | Germania (bandiera)   | D     | Soheyl Alipour-Rafi |
| 21 | Germania (bandiera)   | D     | Daniel Cheron       |
| 22 | Germania (bandiera)   | C     | Gökhan Öztas        |
| 23 | Germania (bandiera)   | D     | Florian Haith       |
| 25 | Germania (bandiera)   | P     | Stefan Steigerwald  |
| 26 | Germania (bandiera)   | P     | Maximilian Schmidt  |
| 28 | Germania (bandiera)   | D     | Muhammed Sahin      |
| 30 | Germania (bandiera)   | A     | Markus Schmitt      |
| 37 | Germania (bandiera)   | A     | Ahmed Dzafic        |
|    | Italia (bandiera)     | A     | Salvatore Bari      |

## Organigramma societario
Area tecnica
- Allenatore: Slobodan Komljenović
- Allenatore in seconda:
- Preparatore dei portieri: Eric Rasp
- Preparatori atletici:
- Analisi video:

## Calciomercato

### Sessione estiva
| Acquisti | Acquisti            | Acquisti            | Acquisti |
| R.       | Nome                | da                  | Modalità |
| -------- | ------------------- | ------------------- | -------- |
| D        | Soheyl Alipour-Rafi | FSV Francoforte U19 |          |
| C        | Masse Bell Bell     | FSV Francoforte U19 |          |
| C        | Yuki Nakagawa       | FSV Francoforte U19 |          |
| C        | Gökhan Öztas        | TGM SV Jügesheim    |          |
| A        | Mert Pekesen        | FSV Francoforte U19 |          |
| A        | Florian Pieper      | FSV Francoforte II  |          |
| P        | Stefan Steigerwald  | Homburg             |          |
| D        | Denis Talijan       | Eschborn            |          |
| D        | Deniz Topçu         | FSV Francoforte U19 |          |
| A        | Petrit Topic        | Bayern Alzenau      |          |
| A        | Zino Zampach        | FSV Francoforte U19 |          |

| Cessioni | Cessioni            | Cessioni             | Cessioni |
| R.       | Nome                | a                    | Modalità |
| -------- | ------------------- | -------------------- | -------- |
| C        | Marcello Fiorentini | Heimstetten          |          |
| A        | Christian Breunig   | Alemannia Haibach    |          |
| P        | Ricardo Döbert      | Bayern Alzenau       |          |
| D        | Philipp Hörst       | Kickers Offenbach II |          |
| C        | Yuta Kawachi        | SV Wilhelmshaven     |          |
| C        | Nikolaos Koukalias  | Bayern Alzenau       |          |
| A        | Peter Sprung        | Seligenstadt         |          |
| C        | Mario Sternheimer   | Eschborn             |          |
| D        | Michael Ulbricht    | Kickers Offenbach II |          |
| D        | Markus Wosiek       | Bayern Alzenau       |          |

### Sessione invernale
| Acquisti | Acquisti       | Acquisti             | Acquisti |
| R.       | Nome           | da                   | Modalità |
| -------- | -------------- | -------------------- | -------- |
| A        | Ahmed Dzafic   | Waldhof Mannheim     |          |
| D        | Djordje Vlacic | Neckarau             |          |
| A        | Salvatore Bari | Eschborn             |          |
| D        | Muhammed Sahin | Waldhof Mannheim     |          |
| A        | Markus Schmitt | Borussia Neunkirchen |          |

| Cessioni | Cessioni           | Cessioni             | Cessioni |
| R.       | Nome               | a                    | Modalità |
| -------- | ------------------ | -------------------- | -------- |
| D        | Christian Eckerlin | SV Rot-Weiss Hadamar |          |
| D        | Deniz Topçu        | Eskişehirspor        |          |

## Risultati

### Regionalliga

#### Girone di andata
| Arbitro: | Grimmeißen |

|                         |           |                                |
| Pekesen 9’ Nakagawa 87’ | Marcatori | 60’ Ngankam-Hontcheu 84’ Čolak |

| Arbitro: | Stein |

|                                                                  |           |  |
| Lex 5’, 27’, 31’ Hufnagel 45’ Steininger 54’ Bauer 75’ Weber 80’ | Marcatori |  |

| Arbitro: | Achmüller |

|                   |           |                    |
| Nakagawa 49’, 82’ | Marcatori | 18’ Müller 22’ Ott |

| Arbitro: | Fleischmann |

|              |           |  |
| Petrovic 58’ | Marcatori |  |

| 30 luglio 2013 5ª giornata |  | – turno di riposo |  |  |

| Arbitro: | Pongratz |

|           |           |                       |
| Topic 60’ | Marcatori | 79’ Görtler 89’ Hurec |

| Arbitro: | Solter |

|                                |           |  |
| Schneider 43’ Bösel 80’ (rig.) | Marcatori |  |

| Arbitro: | Stein |

|           |           |                      |
| Topic 84’ | Marcatori | 51’ Heyer 90’ Jäckel |

| Arbitro: | Völk |

|                                                                        |           |  |
| Weihrauch 8’, 51’ Schwarz 34’ Schweinsteiger 41’, 80’ (rig.) Green 64’ | Marcatori |  |

| Arbitro: | Fleischmann |

|                          |           |  |
| Nakagawa 69’ Talijan 86’ | Marcatori |  |

| Arbitro: | Cortus |

|                      |           |              |
| Kracun 19’ Röder 27’ | Marcatori | 42’ Nakagawa |

| Arbitro: | Hanslbauer |

|  |           |                               |
|  | Marcatori | 3’, 77’, 86’ Lux 59’ Hämmerle |

| Arbitro: | Dietz |

|               |           |                                 |
| Friedrich 71’ | Marcatori | 36’ Bell 54’ Zampach 81’ Cheron |

| Arbitro: | Söder |

|  |           |            |
|  | Marcatori | 82’ Müller |

| Arbitro: | Beitinger |

|                                             |           |              |
| Staudigl 26’ Majdancevic 54’ Einsiedler 90’ | Marcatori | 62’ Nakagawa |

| Arbitro: | Völk |

|                            |           |                        |
| Fiordellisi 29’ Cheron 52’ | Marcatori | 76’ Ebeling 84’ Kneißl |

| Arbitro: | Riepl |

|  |           |                             |
|  | Marcatori | 13’ Alipour-Rafi 50’ Cheron |

| Arbitro: | Badstübner |

|                        |           |                        |
| Nakagawa 19’ Desch 90’ | Marcatori | 51’ Knežević 79’ Vocaj |

| Arbitro: | Fleischmann |

|                                         |           |                         |
| Eibl 40’ (rig.) Alipour-Rafi 51’ (aut.) | Marcatori | 7’ Nakagawa 54’ Talijan |

#### Girone di ritorno
| Arbitro: | Berg |

|                                   |           |                 |
| Theisen 11’ Klement 24’ Čolak 37’ | Marcatori | 27’ Fiordellisi |

| Arbitro: | Kornblum |

|  |           |            |
|  | Marcatori | 47’ Piller |

| Arbitro: | Hanslbauer |

|                                         |           |                 |
| Knasmüllner 18’ Denz 25’ Ofosu 55’, 86’ | Marcatori | 11’ Fiordellisi |

| Arbitro: | Treiber |

|                     |           |                                       |
| Duljevic 70’ (rig.) | Marcatori | 12’, 26’ Denk 31’ Bonimeier 47’ Fries |

| 23 novembre 2013 24ª giornata |  | – turno di riposo |  |  |

| Arbitro: | Huber |

|                                                   |           |                       |
| Görtler 2’, 63’ Wieczorek 7’ Görtler 14’ Reck 82’ | Marcatori | 37’ Bari 60’ Nakagawa |

| Arbitro: | Dietz |

|          |           |                             |
| Bari 86’ | Marcatori | 47’ (rig.) Bösel 58’ Rodler |

| Arbitro: | Treiber |

|  |           |               |
|  | Marcatori | 58’, 90’ Bari |

| Arbitro: | Achmüller |

|                      |           |                           |
| Bari 54’, 90’ (rig.) | Marcatori | 25’ Højbjerg 90’ Ranković |

| Arbitro: | Kornblum |

|  |           |                          |
|  | Marcatori | 37’, 87’ Bari 38’ Pieper |

| Arbitro: | Völk |

|  |           |            |
|  | Marcatori | 84’ Ekinci |

| Arbitro: | Bloch |

|                                                 |           |             |
| Morina 4’ Schaller 57’ Enderle 71’ Hämmerle 89’ | Marcatori | 85’ Talijan |

| Arbitro: | Hartl |

|                                  |           |                                         |
| Bari 42’ Pekesen 52’ Talijan 85’ | Marcatori | 64’ Friedrich 70’ Bonfert 81’ Schmeiser |

| Arbitro: | Söder |

|            |           |  |
| Herzel 29’ | Marcatori |  |

| Arbitro: | Dietz |

|                            |           |               |
| Fiordellisi 9’ Schmidt 56’ | Marcatori | 8’, 45’ Penic |

| Arbitro: | Mix |

|                 |           |              |
| Bläser 82’, 89’ | Marcatori | 53’ Nakagawa |

| Arbitro: | Beitinger |

|                 |           |                          |
| Fiordellisi 67’ | Marcatori | 17’ Karsanidis 90’ Borba |

| Arbitro: | Pongratz |

|                                           |           |  |
| Jais 18’, 27’ Vollmann 42’, 88’ Geipl 58’ | Marcatori |  |

| Arbitro: | Riepl |

|                               |           |                                         |
| Bell 13’, 21’ Bari 68’ (rig.) | Marcatori | 18’, 82’ Pillmeier 45’ Brückl 67’ Gashi |

## Statistiche

### Statistiche di squadra
| Competizione         | Punti | In casa | In casa | In casa | In casa | In casa | In casa | In trasferta | In trasferta | In trasferta | In trasferta | In trasferta | In trasferta | Totale | Totale | Totale | Totale | Totale | Totale | DR  |
| Competizione         | Punti | G       | V       | N       | P       | Gf      | Gs      | G            | V            | N            | P            | Gf           | Gs           | G      | V      | N      | P      | Gf     | Gs     | DR  |
| -------------------- | ----- | ------- | ------- | ------- | ------- | ------- | ------- | ------------ | ------------ | ------------ | ------------ | ------------ | ------------ | ------ | ------ | ------ | ------ | ------ | ------ | --- |
| Regionalliga Baviera | 23    | 18      | 1       | 7       | 10      | 25      | 38      | 18           | 4            | 1            | 13           | 20           | 48           | 36     | 5      | 8      | 23     | 45     | 86     | -41 |
| Totale               | 23    | 18      | 1       | 7       | 10      | 25      | 38      | 18           | 4            | 1            | 13           | 20           | 48           | 36     | 5      | 8      | 23     | 45     | 86     | -41 |

### Andamento in campionato
| Giornata  | 1 | 2  | 3  | 4  | 5  | 6  | 7  | 8  | 9  | 10 | 11 | 12 | 13 | 14 | 15 | 16 | 17 | 18 | 19 | 20 | 21 | 22 | 23 | 24 | 25 | 26 | 27 | 28 | 29 | 30 | 31 | 32 | 33 | 34 | 35 | 36 | 37 | 38 |
| --------- | - | -- | -- | -- | -- | -- | -- | -- | -- | -- | -- | -- | -- | -- | -- | -- | -- | -- | -- | -- | -- | -- | -- | -- | -- | -- | -- | -- | -- | -- | -- | -- | -- | -- | -- | -- | -- | -- |
| Luogo     | C | T  | C  | T  |    | C  | T  | C  | T  | C  | T  | C  | T  | C  | T  | C  | T  | C  | T  | T  | C  | T  | C  |    | T  | C  | T  | C  | T  | C  | T  | C  | T  | C  | T  | C  | T  | C  |
| Risultato | N | P  | N  | P  |    | P  | P  | P  | P  | V  | P  | P  | V  | P  | P  | N  | V  | N  | N  | P  | P  | P  | P  |    | P  | P  | V  | N  | V  | P  | P  | N  | P  | N  | P  | P  | P  | P  |
| Posizione | 6 | 17 | 15 | 16 | 19 | 19 | 19 | 19 | 19 | 17 | 18 | 18 | 18 | 18 | 18 | 18 | 17 | 17 | 18 | 18 | 18 | 18 | 18 | 18 | 18 | 18 | 18 | 18 | 18 | 18 | 18 | 18 | 18 | 18 | 18 | 18 | 18 | 18 |

Legenda:

Luogo: C = Casa; T = Trasferta. Risultato: V = Vittoria; N = Pareggio; P = Sconfitta.

### Statistiche dei giocatori
| S. Alipour-Rafi | 27 | 1  | 5 | 0 |
| S. Bari         | 14 | 10 | 3 | 0 |
| M. Bell         | 17 | 3  | 2 | 0 |
| M. Brüdigam     | 26 | 0  | 8 | 0 |
| D. Cheron       | 29 | 3  | 8 | 0 |
| R. Desch        | 19 | 1  | 4 | 0 |
| M. Diwersi      | 1  | 0  | 0 | 0 |
| S. Duljevic     | 13 | 1  | 0 | 0 |
| A. Dzafic       | 9  | 0  | 3 | 0 |
| C. Eckerlin     | 12 | 0  | 5 | 0 |
| M. Ertler       | 0  | 0  | 0 | 0 |
| G. Fiordellisi  | 23 | 5  | 3 | 0 |
| J. Gerhart      | 10 | 0  | 1 | 0 |
| F. Haith        | 12 | 0  | 0 | 0 |
| M. Hinterkopf   | 9  | 0  | 0 | 0 |
| A. Kellner      | 1  | 0  | 0 | 0 |
| A. Lekaj        | 14 | 0  | 2 | 0 |
| D. Löhr         | 12 | 0  | 5 | 0 |
| Y. Nakagawa     | 31 | 10 | 3 | 0 |
| M. Pekesen      | 12 | 2  | 2 | 1 |
| F. Pieper       | 25 | 1  | 3 | 0 |
| T. Rumel        | 0  | 0  | 0 | 0 |
| M. Sahin        | 11 | 0  | 0 | 0 |
| M. Schmidt      | 3  | 0  | 0 | 0 |
| S. Schmidt      | 29 | 1  | 4 | 0 |
| M. Schmitt      | 3  | 0  | 0 | 0 |
| S. Steigerwald  | 25 | 0  | 1 | 1 |
| D. Talijan      | 35 | 4  | 7 | 0 |
| F. Tewelde      | 14 | 0  | 3 | 0 |
| P. Topic        | 12 | 2  | 3 | 0 |
| D. Topçu        | 9  | 0  | 2 | 0 |
| D. Vlacic       | 4  | 0  | 2 | 0 |
| A. Yetkin       | 2  | 0  | 0 | 0 |
| Z. Zampach      | 23 | 1  | 3 | 0 |
| G. Öztas        | 17 | 0  | 7 | 0 |